# نانوفناوری در جنگ

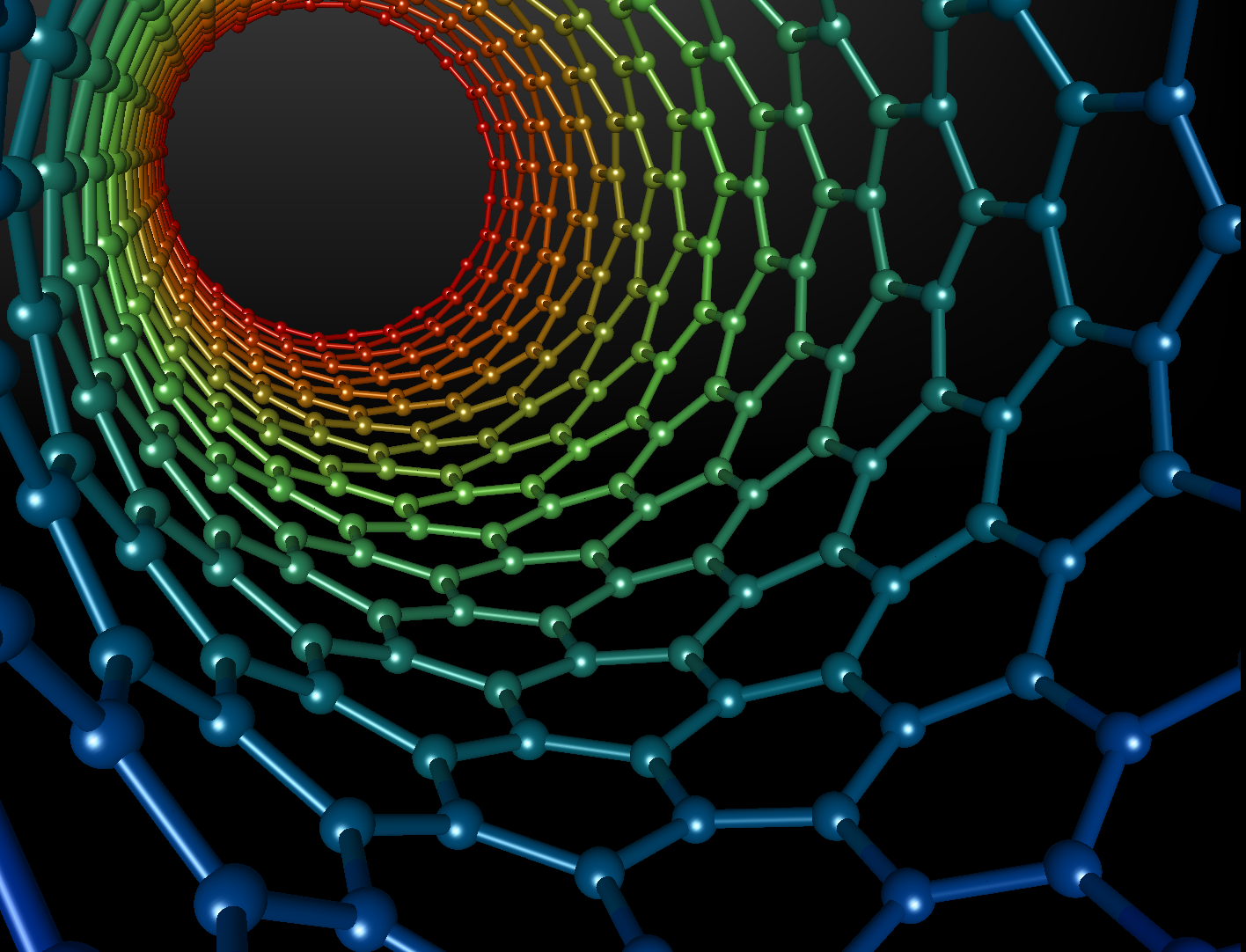
نانولوله کربنی تک جداره، متشکل از یک ورقه گرافیتی که به شکل استوانه پیچیده شده است.

نانوفناوری یا نانوتکنولوژی در جنگ  (به انگلیسی: Nanotechnology in warfare) شاخه‌ای از علم نانو است که در آن سیستم‌های مولکولی متناسب با مقیاس نانو (۱–۱۰۰ نانومتر) طراحی، تولید و ایجاد می‌شوند. استفاده از چنین فناوری، به ویژه در حوزه جنگ و دفاع، راه را برای تحقیقات آینده در زمینه تسلیحات هموار کرده است. نانوفناوری رشته‌های علمی مختلفی از جمله علم مواد، شیمی، فیزیک، زیست‌شناسی و مهندسی را متحد می‌کند.
پیشرفت‌ها در این زمینه منجر به توسعه طبقه‌بندی شده چنین سلاح‌های نانویی با طبقه‌بندی‌های مختلف شده است. ماشین‌های روباتیک کوچک، مواد منفجره با واکنش‌های فوق‌العاده، و مواد فوق‌العاده الکترومغناطیسی. با این رشد فناوری، پیامدهای خطرات و پیامدهای مرتبط و همچنین مقررات برای مبارزه با این اثرات ظاهر شده است. تأثیرات دموکرات باعث ایجاد مسائلی در مورد امنیت جهانی، ایمنی جامعه و محیط زیست می‌شود. به دلیل مزایای بالقوه یا خطرات استفاده از آن، ممکن است برای همگام شدن با رشد و توسعه پویای علوم نانو، قوانین به‌طور مداوم مورد نظارت قرار گیرند. پیش‌بینی چنین تأثیراتی از طریق مقررات، از آسیب‌های جبران‌ناپذیر اجرای فناوری نانوی دفاعی در جنگ جلوگیری می‌کند.

## ریشه‌ها
استفاده تاریخی از فناوری نانو در حوزه جنگ و دفاع سریع و گسترده بوده است. در طول دو دهه گذشته، کشورهای متعددی برنامه‌های نظامی این فناوری را تأمین مالی کرده‌اند، از جمله: چین، بریتانیا، روسیه و به ویژه ایالات متحده. دولت ایالات متحده به عنوان یک رهبر ملی در تحقیق و توسعه در این زمینه در نظر گرفته شده است، اما اکنون با افزایش قدردانی از برجستگی فناوری نانو با رقابت بین‌المللی رقابت می‌کند. از این رو رشد این حوزه در استفاده از توان خود دارای سکوی غالب در خط مقدم منافع نظامی است.

### ابتکار ملی نانوفناوری ایالات متحده آمریکا
در سال ۲۰۰۰، دولت ایالات متحده یک طرح ملی نانوفناوری را برای تمرکز بودجه برای توسعه علوم نانو و فناوری آن، با تمرکز شدید بر استفاده از پتانسیل نانوسلاح‌ها، توسعه داد. این پیشنهاد اولیه ایالات متحده اکنون برای هماهنگ‌کردن کاربرد فناوری نانو در برنامه‌های دفاعی متعدد و همچنین همه جناح‌های نظامی از جمله نیروی هوایی، ارتش و نیروی دریایی رشد کرده است. از سال مالی ۲۰۰۱ تا ۲۰۱۴، دولت ایالات متحده حدود ۱۹٫۴ میلیارد دلار به علوم نانو کمک کرد، علاوه بر این، توسعه و ساخت سلاح‌های نانو برای دفاع نظامی. قانون تحقیق و توسعه نانوفناوری قرن بیست و یکم (۲۰۰۳)، پیش‌بینی می‌کند که ایالات متحده به رهبری خود در زمینه فناوری نانو از طریق همکاری ملی، بهره‌وری و رقابت ادامه دهد تا این سلطه را حفظ کند.

#### تحولات
انتقال موفقیت‌آمیز فناوری نانو به محصولات دفاعی:
- طول عمر پوشش‌های مواد از ساعت‌ها به سال‌ها افزایش یافت، با این حال توسعه بیشتر ادامه داشت.
- دستکاری سیلیکات نانوساختار که وزن عایق را تا ۹۸۰ پوند کاهش می‌دهد.
- دستگاه‌های مایکروویو با قدرت بالا (HPM) با کاهش وزن، شکل و مصرف انرژی.

دولت ایالات متحده توسعه فناوری نانو با هدف نظامی را در خط مقدم بودجه و سیاست ملی خود در سراسر دولت‌های کلینتون و بوش قرار داده است، با برنامه‌ریزی وزارت دفاع ایالات متحده آمریکا برای ادامه این اولویت در طول قرن بیست و یکم. در پاسخ به بودجه عمومی قاطعانه آمریکا برای فناوری نانو با هدف دفاعی، بازیگران جهانی متعددی از آن زمان برنامه‌های مشابهی را ایجاد کرده‌اند.

### چین
در زیرگروه مواد نانو، چین جایگاه دوم را پس از ایالات متحده در میزان انتشارات تحقیقاتی منتشر کرده است. حدس و گمان حاکی از هدف توسعه سریع چین برای رقابت با ایالات متحده است که ۱/۵ از بودجه دولت آنها را صرف تحقیقات (۳۳۷ میلیون دلار) می‌کند. در سال ۲۰۱۸، دانشگاه تسینگ‌هوا، پکن، یافته‌های خود را منتشر کرد که در آن نانولوله‌های کربنی تقویت‌شده برای تحمل وزن بیش از ۸۰۰ تن، تنها به {\displaystyle cm^{3}}1 از مواد مورد نیاز است. تیم علمی نانوفناوری به کاربردهای هوافضا و تقویت زره اشاره کرد که نویدبخش سلاح‌های نانویی مرتبط با دفاع است. چونلی بای، معاون آکادمی علوم چین، نیاز به تمرکز بر کاهش شکاف بین «تحقیقات اساسی و کاربرد» را بیان کرده است، تا چین رقابت‌پذیری جهانی خود را در فناوری نانو ارتقا دهد.
بین سال‌های ۲۰۰۱ تا ۲۰۰۴، تقریباً ۶۰ کشور در سطح جهان برنامه‌های ملی فناوری نانو را اجرا کردند. به گفته آردی شلتون، یک ارزیاب بین‌المللی فناوری، تحقیق و توسعه در این زمینه «اکنون به یک هدف اجتماعی-اقتصادی به منطقه ای از همکاری و رقابت شدید بین‌المللی تبدیل شده است.» تا سال ۲۰۱۷، داده‌ها نشان می‌دهد که ۴۷۲۵ ثبت اختراع تنها توسط ایالات متحده آمریکا در USPTO منتشر شده است که جایگاه خود را به عنوان پیشرو در فناوری نانو برای بیش از ۲۰ سال حفظ کرده است.

## تحقیق جاری
جدیدترین تحقیقات در زمینه تسلیحات نانوفناوری نظامی شامل تولید دستگاه‌های نظامی دفاعی با هدف ارتقای طرح‌های موجود از مواد سبک‌وزن، انعطاف‌پذیر و بادوام است. این طرح‌های نوآورانه مجهز به ویژگی‌هایی هستند تا استراتژی تهاجمی را از طریق دستگاه‌های حسگر و دستکاری خواص الکترومکانیکی تقویت کنند.

### لباس جنگی سرباز
مؤسسه نانوفناوری سرباز (ISN)، که از مشارکت ارتش ایالات متحده آمریکا و مؤسسه فناوری ماساچوست نشأت می‌گیرد، فرصتی برای تمرکز بودجه و فعالیت‌های تحقیقاتی صرفاً بر روی توسعه زره برای افزایش بقای سربازان فراهم کرد. هر یک از هفت تیم پیشرفت‌های نوآورانه‌ای را برای جنبه‌های مختلف لباس بدن سرباز آمریکایی تولید می‌کنند. این ویژگی‌های اضافی شامل مواد جاذب انرژی است که از انفجار یا ضربه مهمات محافظت می‌کند، حسگرهای مهندسی شده برای تشخیص مواد شیمیایی و سموم، و همچنین ساخته‌شده در دستگاه‌های نانو برای شناسایی مسائل پزشکی شخصی مانند خونریزی و شکستگی. این لباس با نانو مواد پیشرفته مانند نانولوله‌های کربنی بافته شده در الیاف امکان‌پذیر می‌شود، که امکان تقویت ظرفیت‌های ساختاری و انعطاف‌پذیری را فراهم می‌کند، اما آماده‌سازی به دلیل ناتوانی در استفاده از تولید خودکار به یک مسئله تبدیل می‌شود.

### مواد تقویت شده
ایجاد پوشش‌های سرامیکی سل ژل فلزات را در برابر: سایش، شکستگی و رطوبت، امکان تنظیم در اشکال و اندازه‌های متعدد و همچنین کمک به «موادی که نمی‌توانند دمای بالا را تحمل کنند». تحقیقات کنونی بر حل مسائل دوام تمرکز دارد، که در آن تنش بین پوشش و مواد، محدودیت‌هایی را در استفاده و طول عمر آن ایجاد می‌کند. انگیزه این تحقیق یافتن کاربردهای کارآمدتر و مقرون به صرفه تر در کاربرد نانوفناوری برای گروه‌های نظامی نیروی هوایی و نیروی دریایی است. ادغام نانومواد تقویت شده با الیاف در ویژگی‌های ساختاری، مانند پوشش موشک، می‌تواند گرمای بیش از حد را محدود کند، قابلیت اطمینان، استحکام و شکل‌پذیری مواد مورد استفاده برای چنین فناوری نانو را افزایش دهد.

### دستگاه‌های ارتباطی
انتظار می‌رود فناوری نانو که برای ارتباطات پیشرفته طراحی شده است، سربازان و وسایل نقلیه را به پرتوهای میکرو آنتن، برچسب‌هایی برای شناسایی از راه دور، آرایه‌های صوتی، گیرنده‌های میکرو GPS و ارتباطات بی‌سیم مجهز کند. فناوری نانو به دلیل مصرف انرژی کمتر، وزن سبک، بازدهی نیرو و همچنین تولید کوچکتر و ارزان‌تر، ارتباطات دفاعی را آسان‌تر می‌کند. کاربردهای نظامی خاص این فناوری شامل کاربردهای هوافضا مانند؛ سلول‌های سوختی اکسید جامد برای تأمین انرژی سه برابر، دوربین‌های نظارتی روی ریزتراشه‌ها، نمایشگرهای عملکرد و دوربین‌هایی به وزن ۱۸ گرم.

### مینی هسته ای
ایالات متحده آمریکا، همراه با کشورهایی مانند روسیه و آلمان، از تسهیلات نانوفناوری‌های کوچک استفاده می‌کنند و آن را به وسایل انفجاری هسته‌ای «مینی هسته‌ای» پایبند می‌کنند. وزن این سلاح ۵ پوند است، با نیروی ۱۰۰ تن TNT, به آن امکان نابودی و تهدید بشریت را می‌دهد، اما یکپارچگی ساختاری مانند بمب‌های هسته‌ای باقی می‌ماند، هر چند که با مواد نانو تولید شوند تا امکان تولید در مقیاس کوچک‌تر را فراهم کنند.
مهندسان و دانشمندان به‌طور یکسان متوجه می‌شوند که برخی از این پیشرفت‌های پیشنهادی ممکن است در دو دهه آینده امکان‌پذیر نباشد، زیرا باید تحقیقات بیشتری انجام شود و مدل‌ها را بهبود بخشند تا سریع‌تر و کارآمدتر شوند. به ویژه نانوفناوری مولکولی، به درک بیشتر دستکاری و واکنش نیاز دارد تا آن را با یک عرصه نظامی تطبیق دهد.

## مفاهیم
نانوفناوری و استفاده از آن در جنگ نوید رشد اقتصادی را می‌دهد، اما با افزایش تهدید امنیت بین‌المللی و حفظ صلح همراه است. ظهور سریع فناوری‌های نانو، بحث‌هایی را در مورد تأثیراتی که چنین تحولاتی بر ژئوپلیتیک، اخلاق و محیط‌زیست خواهد داشت، برانگیخته است.

### ژئوپلیتیک
دشواری در طبقه‌بندی سلاح‌های نانو و اهداف مورد نظر آنها (تدافعی یا تهاجمی) تعادل ثبات و اعتماد در محیط جهانی را به خطر می‌اندازد. فقدان شفافیت در مورد یک فناوری نوظهور نه تنها بر ادراک عمومی تأثیر منفی می‌گذارد، بلکه بر تعادل قوا در محیط امنیتی موجود تأثیر منفی می‌گذارد. صلح و انسجام ساختار بین‌المللی ممکن است با تداوم توسعه متمرکز نظامی نانوفناوری در جنگ تحت تأثیر منفی قرار گیرد. ابهام و عدم شفافیت در تحقیقات، دشواری مقررات در این زمینه را افزایش می‌دهد. به‌طور مشابه، استدلال‌های ارائه شده از نقطه نظر علمی، اطلاعات محدود شناخته شده در مورد پیامدهای ایجاد چنین فناوری قدرتمندی را در رابطه با واکنش خود ذرات نانو برجسته می‌کند. اگرچه پیشرفت‌های علمی و فناوری زیادی حاصل شده است، اما سؤالات زیادی در مورد رفتار ماده در سطح نانو باقی مانده است و دانش علمی قابل توجهی هنوز آموخته نشده است.

### محیطی
معرفی فناوری نانو به زندگی روزمره، مزایای بالقوه استفاده را ممکن می‌سازد، اما احتمال پیامدهای ناشناخته برای محیط زیست و ایمنی را به همراه دارد. پیشرفت‌های مثبت احتمالی شامل ایجاد نانو دستگاه‌ها برای کاهش فعالیت رادیویی باقی‌مانده در مناطق، و همچنین حسگرهایی برای شناسایی آلاینده‌ها و تنظیم مخلوط سوخت و هوا است. خطرات مرتبط ممکن است شامل؛ پرسنل نظامی استنشاق نانوذرات اضافه شده به سوخت، جذب احتمالی نانوذرات از حسگرها به پوست، آب، هوا یا خاک، پراکندگی ذرات ناشی از انفجار در محیط (از طریق باد)، همراه با دفع باتری‌های فناوری نانو که به‌طور بالقوه بر اکوسیستم‌ها تأثیر می‌گذارند. کاربردهای مواد یا وسایل انفجاری باعث می‌شود که حجم بیشتری از نانو پودرها در یک سلاح کوچکتر بسته‌بندی شوند و در نتیجه اثر سمی قوی تر و احتمالاً کشنده ای ایجاد شود.

### اجتماعی و اخلاقی
میزان کامل پیامدهایی که ممکن است در حوزه‌های اجتماعی و اخلاقی به وجود بیاید ناشناخته است. برآوردهایی را می‌توان در مورد تأثیرات مرتبط انجام داد زیرا ممکن است پیشرفت مشابهی از پیشرفت‌های فناوری را منعکس کند و بر همه زمینه‌ها تأثیر بگذارد. عدم قطعیت‌های اخلاقی اصلی مستلزم درجه ای است که نانوفناوری مدرن حریم خصوصی، برابری و انصاف جهانی را تهدید می‌کند، در حالی که منجر به اختلافات مربوط به حق اختراع و مالکیت می‌شود. یک موضوع اجتماعی و بشردوستانه فراگیر، منشعب از قصد خلاقانه این تحولات است. «قدرت کشتن یا گرفتن بحث»، هدف و عملکرد غیراخلاقی تخریب را برجسته می‌کند که این سلاح‌های نانوتکنولوژیکی به کاربر عرضه می‌کنند.
بحث و جدل پیرامون نوآوری و کاربرد نانوفناوری در جنگ، خطرات ناشی از عدم تعیین خطرات از قبل یا در نظر گرفتن اثرات احتمالی چنین فناوری را برجسته می‌کند. وزارت دفاع ایالات متحده اعلام کرد: «تهدید سلاح‌های هسته ای منجر به جنگ سرد شد. همین روند در مورد فناوری نانو نیز پیش‌بینی شده است که ممکن است منجر به یک اصطلاح نانو جنگ‌ها، عصر جدیدی از تخریب شود.» به‌طور مشابه، گزارشی که توسط دانشگاه آکسفورد منتشر شده است، در مورد انقراض نسل بشر با خطر ۵ درصدی این اتفاق به دلیل توسعه «سلاح‌های نانوفناوری مولکولی» هشدار می‌دهد.

## مقررات
مقررات بین‌المللی برای چنین نگرانی‌هایی پیرامون مسائل نانوفناوری و کاربرد نظامی آن وجود ندارد. در حال حاضر هیچ چارچوبی برای اعمال یا حمایت از همکاری بین‌المللی برای محدود کردن تولید یا نظارت بر تحقیق و توسعه فناوری نانو برای استفاده دفاعی وجود ندارد. «حتی اگر یک چارچوب نظارتی فراملی ایجاد شود، در صورتی که کشوری نتواند کل حوزه تحقیق، توسعه یا تولید را تعیین کند، نمی‌توان تشخیص داد که آیا کشوری مطابقت ندارد یا خیر».
تولید قانون برای همگامی با توسعه سریع محصولات و مواد جدید در حوزه‌های علمی، مانعی برای ساخت و ساز کار و مقررات مربوط خواهد بود. مقررات تولیدی باید سلامت و ایمنی عمومی را تضمین کند، نگرانی‌های زیست‌محیطی و بین‌المللی را در نظر بگیرد، اما نوآوری ایده‌ها و کاربردهای نوظهور برای فناوری نانو را محدود نکند.

### مقررات پیشنهادی
رویکردهای توسعه قوانین، احتمالاً شامل پیشرفت به سمت اطلاعات طبقه‌بندی‌شده غیر افشای مربوط به استفاده نظامی از فناوری نانو است. مقاله ای که توسط مجله حقوق و فناوری هاروارد نوشته شده است، قوانینی را مورد بحث قرار می‌دهد که حول کنترل‌های صادراتی خاص می‌چرخد و از تحقیقات غیرنظامی یا خصوصی در مورد مواد نانو جلوگیری می‌کند. این پیشنهاد تقلید از قانون انرژی اتمی ایالات متحده در سال ۱۹۵۴، محدود کردن هرگونه توزیع اطلاعات در مورد خواص و ویژگی‌های فناوری نانو در زمان ایجاد را پیشنهاد می‌کند.

### رجیستری نانومواد
ثبت ملی ایالات متحده برای نانوفناوری، یک حوزه عمومی را فعال کرده است که در آن گزارش‌هایی برای داده‌های تنظیم‌شده در مورد ویژگی‌های فیزیکی و شیمیایی و تعاملات نانومواد در دسترس است. با نیاز به توسعه بیشتر و افزودن داوطلبانه مکرر، این ثبت می‌تواند مقررات و همکاری جهانی در مورد فناوری نانو در جنگ را آغاز کند.
رجیستری برای کمک به استانداردسازی، قالب بندی و اشتراک گذاری داده‌ها توسعه یافته است. با انطباق و همکاری بیشتر، این مدل به اشتراک گذاری داده ممکن است «سطح تلاش جامعه را در ارزیابی داده‌های نانومواد حاصل از مطالعات تعامل زیست‌محیطی و بیولوژیکی ساده کند.» تجزیه و تحلیل چنین رجیستری با تخصص توسط دانشمندان حرفه‌ای نانو انجام می‌شود و مکانیزم فیلتر برای هر ماده بالقوه جدید یا خطرناک ایجاد می‌کند.
با این حال، این ایده از یک ثبت غیر مادی خاص اصلی نیست، زیرا قبلاً چندین پایگاه داده از جمله caNanoLab و InterNano توسعه داده شده‌اند که هم جذاب و هم در دسترس عموم هستند و به صورت اطلاعاتی توسط متخصصان مدیریت می‌شوند و ابزارهای جزئیات تولید نانو. ثبت ملی نانومواد، نسخه به روزتری است که در آن اطلاعات از طیف وسیعی از این منابع و چندین منبع داده اضافی گردآوری شده است. این طیف وسیع تری از محتوا را در رابطه با؛ ابزار مقایسه با مواد دیگر، تشویق روش‌های استاندارد، در کنار ویژگی‌های رتبه‌بندی انطباق.